# هاغوب بقرادونيان
هاغوب بقرادونيان (بالأرمنية: Յակոբ Բագրատունեան)، هو سياسي لبناني من أصل أرمني.

## نشأته وتعليمه
وُلد هاغوب في بيروت، في عام 1956. أكمل تعليمه حتى حصوله على شهادة البكالوريوس في العلوم السياسية.

## في البرلمان
هو عضو حالي في البرلمان اللبناني، و يمثّل الاتحاد الثوري الأرمني. في انتخابات العام 2000 رشّحه حزبه عن مقعد الأرمن الأرثوذكس في بيروت لكنه خسر ضد المرشح المدعوم من رئيس الوزراء اللبناني السابق رفيق الحريري.
في الانتخابات البرلمانية لعام 2005، انتخب هاغوب بقرادونيان عضواً في البرلمان اللبناني عن منطقة المتن، وكان على لائحة التحالف بين التيار الوطني الحر ونائب رئيس مجلس الوزراء اللبناني السابق ميشال المر. جدير بالذكر أنه أشد المنتقدين لمذبحة الأتراك للشعب الأرمني في أوائل القرن العشرين.
عاد وانتخب نائباً في البرلمان اللبناني في دورات الأعوام 2009 و2018 و2022.